# NGC 4235
NGC 4235 (другие обозначения — IC 3098, UGC 7310, MCG 1-31-36, ZWG 41.62, VCC 222, PGC 39389) — спиральная галактика (Sa) в созвездии Дева.
Этот объект входит в число перечисленных в оригинальной редакции «Нового общего каталога».
Является сейфертовской галактикой, демонстрирует следы эпизодической активности.